# کثیف (فیلم ۲۰۰۵)
کثیف (انگلیسی: Dirty) یک فیلم جنایی و دلهره‌آور آمریکایی محصول سال ۲۰۰۵ به کارگردانی کریس فیشر با بازی کوبا گودینگ جونیور و کلیفتن کالینز جونیور است. این فیلم در تاریخ ۹ نوامبر ۲۰۰۵ در ایالات متحده منتشر شد.
دی‌وی‌دی این فیلم در منطقه ۱ ایالات متحده در ۴ آوریل ۲۰۰۶ و همچنین در منطقه ۲ بریتانیا در ۵ ژوئن ۲۰۰۶ منتشر شد و توسط سونی پیکچرز هوم انترتینمنت توزیع شد.

## داستان
آرماندو سانچو (کلیفتون کالینز جونیور) عضو سابق باندهای لس‌آنجلس است که به نیروی انتظامی روی آورده است. با این حال، سانچو که در فساد احاطه شده است، متوجه می‌شود که زندگی به عنوان یک افسر پلیس به همان اندازه زندگی به عنوان یک گانگستر از نظر اخلاقی ورشکسته است. سانچو پس از اینکه خودش در تیراندازی به یک مرد بی‌گناه دست داشته است، تحت فشار قرار می‌گیرد تا علیه دوست و شریک بی‌پروای خود، سلیم عادل (کوبا گودینگ جونیور)، که سابقه سوءاستفاده از شهروندان را دارد، شهادت دهد.

## ساخت
فیلم «کثیف» بین ۴ ژانویه تا ۱ فوریه ۲۰۰۵ در لس‌آنجلس، از جمله مناطقی مانند هالیوود و ونیز (لس آنجلس)، فیلمبرداری شد.

## بازخوردها
در وب‌سایت جمع‌آوری نقدهای راتن تومیتوز بر اساس رای ۲۸ نقد، امتیاز ۲۱٪ را به فیلم می‌دهد و میانگین امتیاز فیلم ۴٫۴ از ۱۰ است. نظر کلی این وب‌سایت این است: «کثیف یک درام پلیسی لس‌آنجلسی غیراورجینال است که تأثیرات تکراری خود را به خوبی نشان می‌دهد.»